# Judith Astelarra Bonomi
Judith Astelarra Bonomi (Buenos Aires, 1943) és una sociòloga hispanoargentina que té com a línies d'acció l'acadèmia, la política i la militància feminista. Es troba entre les intel·lectuals i pensadores feministes hispanoamericanes més importants de l'actualitat.
Es va llicenciar en Sociologia a la Universitat Catòlica de Xile i va fer el seu màster i doctorat en la Cornell University Ithaca (Nova York). També va realitzar un doctorat en Ciències polítiques i Sociologia en Universitat Complutense de Madrid.

## Biografia

### Primers anys
Judith Astelarra neix en 1943 a Buenos Aires (Argentina). De família de classe alta, és la major de nou germans. A l'edat de nou anys es trasllada a Xile, on viurà els importants esdeveniments produïts en aquest país de 1950 a 1970. Realitza els seus estudis primaris en el col·legi Dunalastair, en el qual rep formació laica que li prepararà per estudiar posteriorment la nova carrera de sociologia, a elecció paterna.

### Lluita i acció política
Ingressa a la Universitat Catòlica de Xile, en la carrera de sociologia, llicenciant-se en 1968. Durant aquest període descobreix els treballs de Viola Klein sobre psicologia i condició de la dona i les memòries de Simone de Beauvoir que la inclinaran cap al feminisme i l'estudi de les dones. En aquests moments, en tota Amèrica Llatina, hi ha un viu activisme social,en el qual Judith Astelarra participa i intervé com a activista de la lluita estudiantil des de la Federació d'Estudiants de la Universitat Catòlica.
La convulsa situació política de Xile la inclinarà cap a la política. Quan Eduardo Frei és elegit candidat del Partit Demòcrata Cristiano i la dreta ho celebra, Judith se sent decebuda, ja que no compleix amb les seves expectatives, per la qual cosa rebutja una beca de la Universitat de Colúmbia per quedar-se militant a Xile, la qual cosa la involucrarà plenament en el procés transformador del país. Com a sociòloga del Departament de Planificació Regional de la Corporació de la Reforma Agrària (CORA) de Xile recorre els camps on s'estableixen els models inicials de propietat col·lectiva i assentaments de camperols.
Després de realitzar el seu màster i el seu doctorat a Nova York, torna a Xile en 1971 per ingressar en el Partit Socialista. En 1973 es trasllada amb la seva família a Buenos Aires (Argentina), després del primer intent de cop d'estat contra Salvador Allende Gossens. Allí exercirà el càrrec de Directora d'extensió de Govern.

### Pensament feminista
Al juny de 1969 rep una beca per realitzar els seus estudis de postgrau en la Universitat Cornell, coincidint amb les lluites pro avorto que culminen en l'aprovació de la llei de despenalització de l'avortament en l'Estat de Nova York. És l'època en què Betty Friedan crea la National Organization for Women, i hi ha un fort moviment estudiantil que exigeix incloure assignatures sobre les dones a les universitats. Aquestes dinàmiques la van portar a vincular-se als grups feministes nord-americans. Al seu retorn a Xile, durant els anys de govern de la Unitat Popular, intenta introduir, sense èxit, els debats feministes a la universitat.
La repressió de les dictadures xilena i argentina que afecta directament a la seva família, la porta a emigrar a Barcelona en 1975, al costat de la seva parella i el fill de tots dos, en ple Any Internacional de la Dona. S'integra plenament en el moviment feminista d'Espanya i en els moviments socials de les dones que després de la mort del dictador Francisco Franco Bahamonde guanyen molt espai. Reaviva els debats fallits a Xile sobre els drets de les dones i crea el Primer Centre d'Estudis de la Dona en la UAB, l'objectiu del qual és integrar a les dones com a objecte d'estudi i tornar a conceptualitzar teories des de la perspectiva feminista. En 1977 organitza les Primeres Jornades del Patriarcat, juntament amb Marina Subirats i Martori i altres feministes acadèmiques. Aquest va ser un esdeveniment iniciàtic i de gran envergadura que va congregar a més mil de dones polítiques, militants feministes i acadèmiques.
Durant la transició espanyola a la democràcia, el feminisme va passar a l'agenda política i es van començar a implementar polítiques d'igualtat . Judith Astelarra va col·laborar amb tals implementacions, elaborant proposades d'inclusió de gènere en la nova sobre la democràcia i investigant sobre la participació femenina en l'acció política.

### Activitat acadèmica
En 1977 ingressarà al món acadèmic com a professora de Sociologia en la Universitat Autònoma de Barcelona, exercint més endavant, en 1986, el càrrec de directora Departament de Sociologia en aquesta universitat a elecció del claustre de professors. Uns anys més tard, en 1989, és triada vicedegana pel claustre paritari d'estudiants i professors i finalment en 1992 és nomenada degana de la Facultat de Polítiques i Sociologia, convertint-se en la primera dona que exercia aquest càrrec. El 1982 fou membre del consell editorial de Papers, revista de sociologia, una revista acadèmica impulsada pel Departament de Sociologia de la Universitat Autònoma de Barcelona i editada per Edicions 62 i Península.
El fet de centrar gran part de la seva activitat a la universitat, li porta a reflexionar sobre les noves necessitats i interrogants en les línies de recerca en temes de gènere, la qual cosa li permet al seu torn, juntament amb la seva continuïtat institucional pública a càrrec de les polítiques de gènere, abordar la problemàtica des de la pràctica de la política pública i prendre mesures a partir de la seva execució. D'aquestes anàlisis sorgeixen nous plantejaments que bolca en nombroses publicacions i xerrades acadèmiques. A causa d'aquesta institucionalització, a través de la qual Judith ha intervingut i contribuït directament i ha aportat gran part del seu treball a aquesta experiència, s'ha donat motiu a un alt grau d'especialització i professionalització.  La seva dedicació, constància i esperit d'iniciativa va ser degudament valorat i va rebre, de la Generalitat Catalunya, l'any 2005 la Medalla President Macià.
Aquestes activitats l'han convertit en tot un referent feminista a Amèrica Llatina, on ha col·laborat durant la dècada dels noranta en la institucionalització de la igualtat d'oportunitats amb les seves conferències, tallers i cursos en països com Xile, Argentina, Costa Rica, Bolívia, Colòmbia, Mèxic i Cuba i participant en diferents espais que requerien del seu suport.

### Vida privada
És coneguda pels seus més propers  per l'àlies de "Magú". En 1966 coneix, durant un curs de temes agraris a Israel, a qui seria durant vint-i-set anys la seva parella sentimental, Alberto Herrero, un home tretze anys major que ella i pare del seu únic fill, Rodrigo.
La dictadura argentina reprimeix i copeja durament a la seva família, afectant als seus germans i parents més propers, mitjançant detencions, reclusions en camps de concentració i desaparicions.

## Publicacions
Al llarg de la seva vida ha realitzat una gran quantitat de publicacions, des d'articles, informes i capítols de llibres, publicats en revistes especialitzades (com PAPERS, Revista de Sociologia, Langaiak, CANADIAN WOMEN STUDIES, SAO i Martxoak, entre altres), o en publicacions d'Institucions tant públiques com a privades (com a Universitat Autònoma de Madrid, Universitat d'Indiana, Govern de Xile, Generalitat Valenciana, Universitat Complutense, EMAKUNDE/Institut Basc de la Dona, Universitat de Barcelona, Institut Andalús d'Administració Pública, Universitat Autònoma de Barcelona, Comissió Congrés-Senat dels Drets de la Dona, Govern de Panamà, Unió Europea, Institut de la Dona, Universitat de Tilburg) a llibres especialitzats entre els quals destaquen:
- Autonomía y espacios de actuación conjunta.[10]
- Cuatro ensayos sobre el Feminismo.[11]
- El Feminismo como perspectiva teórica y como práctica política.[11]
- El sexismo en la ciencia.[11]
- Familia y estado: una relación a examen.[12]
- La mujer... ¿clase social? Algunos antecedentes históricos.[13]
- La nueva realidad de la desigualdad de las mujeres.[14]
- La participación política de las mujeres.[11]
- La transición democrática en Chile.[11]
- Land Reform in Chile during Allende's Goverment.[11]
- Las mujeres podemos: otra visión política.[11]
- Políticas conciliadoras: conceptualización y tendencias.[15]
- Políticas de género en la Unión Europea y algunos apuntes sobre América Latina.[16]
- Polítiques dels ajuntaments de Catalunya a favor de les dones.[11]
- Recuperar la voz: el silencio de la ciudadanía.[17]
- Tecnología y valores.[18]
- The trasition to democracy in Spain.[19]
- Universitat complexa, universitat acomplexada.[11]
- Veinte años de políticas de igualdad.[20]
- Veinte años de políticas de igualdad de oportunidades en España.[21]